# Колар, Виктор
Виктор Колар (англ. Victor Kolar, собственно Коларж, чеш. Kolář; 12 февраля 1888, Будапешт — 16 июня 1957, Детройт) — американский скрипач, дирижёр и композитор чешского происхождения.
Родился в семье Франтишека Коларжа (1852—1916), гобоиста в военном оркестре, а затем в оркестре Клаузенбургской оперы. Учился у своего отца, затем у Яна Кубелика и наконец с 1900 года в Пражской консерватории у Отакара Шевчика (скрипка) и Антонина Дворжака (композиция). Выступал как скрипач в консерваторских концертах под управлением директора Карела Книтля — в частности, исполняя скрипичный концерт Дворжака.
С 1904 г. жил и работал в США, с 1906 г. гражданин США. Первоначально выступал на частных музыкальных вечерах в составе фортепианного трио с пианисткой Маргетой Волави и виолончелистом Алоисом Рейзером, затем участвовал в гастрольном туре Чикагского симфонического оркестра. С 1905 г. играл в Питтсбургском симфоническом оркестре, 8 января 1907 года, вероятно, дебютировал с ним в качестве дирижёра (Ольга Самарофф исполняла фортепианный концерт Ференца Листа). В том же году состоялась первая публикация музыки Колара — в Чехии было издано его Индейское скерцо для скрипки, отражающее представления европейца о музыкальной культуре американских индейцев. 31 января 1908 года дирижировал премьерой собственной симфонической поэмы «Гайавата», по мотивам одноимённой поэмы Генри Лонгфелло, с использованием индейских народных мотивов. Выступал также в Питсбурге в составе струнного квартета. В 1908—1919 гг. скрипач Нью-Йоркского симфонического оркестра, с 1914 г. также помощник дирижёра. Дирижировал несколькими заметными концертами коллектива (в частности, в ходе гастролей Пабло Казальса в 1916 году). С 1910 г. также вторая скрипка в струнном квартете Александра Заславского.
С 1919 г. в Детройте по приглашению дирижёра Осипа Габриловича: ассистент дирижёра и скрипач (до 1927 года), затем второй дирижёр, в 1936—1940 гг. один из двух постоянных дирижёров (наряду с Франко Гионе), в 1940—1942 гг. главный дирижёр. Первоначально дирижировал многочисленными «народными» (для широкой публики, с дешёвыми билетами) и «юношескими» (для младшей аудитории) концертами, руководил Детройтским симфоническим хором, с 1925 года проводил сезон транслировавшихся по радио на всю страну летних концертов на концертной эстраде в парке Бель-Айл. В 1922 году дирижировал премьерой своей Словацкой рапсодии в одном концерте с Ральфом Воан-Уильямсом, дирижировавшим премьерой своей Третьей симфонии, и Джорджем Уайтфилдом Чедуиком, дирижировавшим премьерой своей Юбилейной увертюры. В 1922—1924 гг. выступал как приглашённый дирижёр с Филадельфийским оркестром. Летом 1933 года дважды в день дирижировал концертами Детройтского симфонического оркестра на Всемирной выставке в Чикаго — в общей сложности 160 концертов, в ходе которых прозвучало около 800 произведений. В 1934—1936 гг. дирижировал субсидированными Генри Фордом еженедельными воскресными концертами, транслировавшимися по радио (Детройтский симфонический оркестр выступал в этих случаях под названием Симфонический оркестр Форда, англ. Ford Symphony). Дирижировал Детройтским симфоническим оркестром в ходе гастрольных выступлений Игоря Стравинского (1925), Джорджа Гершвина (1937), Сергея Рахманинова (1937, 1939, с исполнением Вариаций на тему Паганини, и 1941), Сергея Прокофьева (1938), Хосе Итурби (1940). В 1938 году привлёк к себе внимание массовой прессы отказом дирижировать Шестой симфонией П. И. Чайковского, поскольку, по словам Колара, после каждого исполнения им этого произведения у него умирал кто-то из близких. 8 марта 1938 года дирижировал концертом чешской музыки в Карнеги-холле в память президента Чехословакии Томаша Масарика. Дирижировал мировыми премьерами сюиты Яромира Вайнбергера «Легенда о Сонной Лощине» по одноимённому рассказу Вашингтона Ирвинга (1940) и концерта для альт-саксофона Генри Бранта (1942, солист Сигурд Рашер).
В 1942 году Детройтский симфонический оркестр был распущен на один сезон из-за финансовых трудностей; Колар дирижировал урезанным составом коллектива, под названием Детройтский оркестр, в ходе серии радиоконцертов. В 1943 г. он покинул Детройт и возглавил оркестровое отделение Консерватории Артура Джордана в Индианаполисе, аффилированной с Батлеровским университетом. До 1948 г. он преподавал здесь и возглавлял консерваторский оркестр, а затем вернулся в Детройт как преподаватель Детройтского института музыкального искусства. Одновременно он руководил различными городскими любительскими и полупрофессиональными коллективами, в том числе Детройтским женским оркестром.
Записал с Детройтским симфоническим оркестром сюиту Н. А. Римского-Корсакова «Шехеразада», две сюиты Эдварда Грига «Пер Гюнт», увертюру к опере Джоакино Россини «Вильгельм Телль», Румынскую рапсодию Джордже Энеску и Американскую фантазию Виктора Херберта (1940).
Среди основных сочинений Колара — Сказочная сюита (англ. Fairytale Suite; 1913), симфоническая сюита «Американа» (1914; премия Ассоциации музыкальных педагогов Иллинойса), симфония (1915, с использованием тем старинной чешской музыки), Лирическая сюита (1918, премьера в исполнении Нью-Йоркского филармонического оркестра), Скерцо для струнных (1921) и другие оркестровые произведения, премьерами которых он сам дирижировал в Нью-Йорке и в Детройте. Из его камерных произведений заметны струнный квартет № 2, ми мажор, входивший в репертуар Квартета Флонзале, «Три юморески» для скрипки соло и др. С середины 1920-х сочинял мало, по большей части марши для разных торжественных случаев; отчасти вернулся к композиции в 1950-е гг., среди поздних сочинений выделяется танцевальное интермеццо «Ближний Восток».
Брат — Августин Коларж (1894—1978), чешский скрипач и музыкальный педагог, окончил Будапештскую консерваторию по классу Эмиля Баре, автор ряда учебных пособий.